# 史托龍屬
史托龍屬（意為「威廉·史托克的蜥蜴」）是種小型的早期暴龍類恐龍，身長約3到4公尺，生存於晚侏儸紀的美國猶他州。

## 發現歷史
在1960年代，William Lee Stokes與助手詹姆斯·麥迪遜（James Madsen）曾在猶他州的克利夫蘭洛伊德恐龍挖掘場發現大量異特龍化石。在1970年代，麥迪遜發現新種類的恐龍化石。在1974年，麥迪遜將這些化石命名為史托龍，模式種是克里夫蘭史托龍（S. langhami），屬名是以地質學家William Lee Stokes為名，種名則是以猶他州克利夫蘭鎮為名。

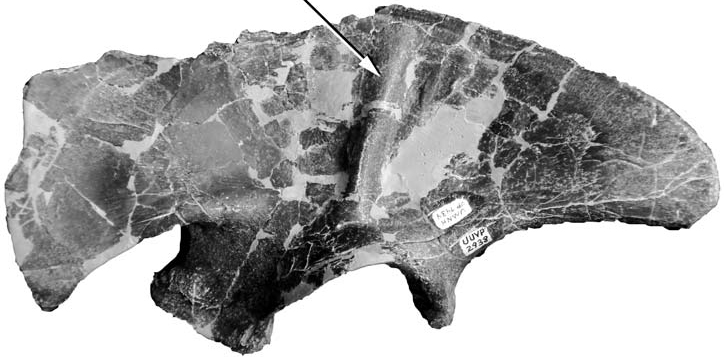
史托龍正模標本（UMNH VP 7473）的髂骨

克里夫蘭史托龍的正模標本（編號UUVP 2938）由一個臀部骨頭（左腸骨），屬於未成年個體，發現於莫里遜組的Brushy Basin段，地質年代約1億5000萬年前，相當於侏儸紀的提通階早期。副模標本（編號UUVP 2320）是一個1.5倍大小的右腸骨。而一個被認為屬於髂鱷龍的前上頜骨（編號UUVP 2999），其實來自於長臂獵龍（Tanycolagreus）。
正模標本（腸骨）的長度約20公分，顯示史托龍是種小型暴龍類。麥迪遜估計成年史托龍的身長約4公尺。在2010年，葛瑞格利·保羅（Gregory S. Paul）推測史托龍的身長約2.5公尺，體重約60公斤。在2012年，R.B.J. Benson等人定義史托龍的獨有衍徵：在腸骨外側突緣、臀部關節的上方處有垂直稜脊，稜脊往腸骨背側大幅延伸。
之後發現的一些化石，曾被歸類於史托龍。包含一些坐骨、尾椎、以及一個部分腦殼。一個發現於南達科他州的腸骨，曾被認為屬於史托龍，目前已經遺失了，但這腸骨其實可能屬於史托龍的近親祖母暴龍。在莫里遜組的第2地層帶，發現一些可能屬於史托龍的破碎化石，地質年代約1億5200萬年前，相當於侏儸紀的啟莫里階晚期。

## 「朗氏史托龍」
在2008年，R.B.J. Benson宣布發現了第二個種，朗氏史托龍（S. langhami），種名是以發掘標本的Peter Langham為名。化石發現於英格蘭，是一個部份骨骼，包含完整的骨盆、部分完整的後肢、頸椎、背椎、尾椎。這個標本則是在1984年被發現於英格蘭的多塞特郡，直到2008年才被正式敘述、命名。這個標本的年代是侏羅紀晚期的提通階，約1億5000萬年前
在2012年，R.B.J. Benson等人重新研究這些化石，發現，這些英格蘭化石跟美國的史托龍化石有差異，兩者不一定是近親。R.B.J. Benson等人將朗氏史托龍獨立為新屬，侏羅暴龍（Juratyrant）。

## 分類
麥迪遜在命名史托龍時，將史托龍歸類於暴龍科。近年的親緣分支分類法研究，顯示史托龍的演化位置較原始。在2012年，R.B.J. Benson等人發現史托龍是暴龍超科的原始物種，並是始暴龍、侏羅暴龍的近親。
在1976年，彼得·加爾東（Peter Galton）提出史托龍是髂鱷龍的第二個種，並改名為克里夫蘭髂鱷龍（Iliosuchus clevelandi），而髂鱷龍可能是種早期暴龍類恐龍。但並沒有其他研究人員使用這個分類法，之後加爾東也不使用這個分類法。
史托龍與長臂獵龍的體型接近，長臂獵龍可能是史托龍的次同物異名。史托龍化石中狀態最好的部份是髂骨，而長臂獵龍的腸骨未曾被發現，使兩者難以比對。